# Крон (дворянский род)
Крон (Кроун; англ. Crown) — дворянский род.
Роман Васильевич Крон (1754—1841) — адмирал, жалован дипломом на потомственное дворянское достоинство.
Был женат вторым браком на Марте Найт (Martha Knight) (1754-1839), у супругов родились:
- Егор Романович (George Frederic; 1791—?) — родился в Санкт-Петербурге 30 декабря 1791 года; 13 февраля 1792 года был крещён в англиканской церкви; вскоре вместе с матерью был отправлен в Англию, где прошло его детство и юность; 11 апреля 1819 года в городке Бервик-апон-Твид, Нортумберленд на севере Англии он женился на Изабелле Симпсон (1801—1878). Служил в английском флоте, но в апреле 1822 года изъявил желание, идя по стопам своего отца, служить в России; был принят в состав российского флота в чине лейтенанта и служил на Балтийском флоте до выхода в отставку в феврале 1831 года. В России у них родились сыновья:
  - Александр Егорович (Malclein Alexander Crown; 08.04.1823, Кронштадт — 26.01.1900). После окончания Морского корпуса служил на Балтийском флоте, а затем на Дальнем Востоке. В 1871–1875 гг. исполнял обязанности Главного командира портов Восточного океана и военного губернатора Приморской области Восточной Сибири; 11 апреля 1888 года был произведён в чин вице-адмирала. У него сын:
    - Николай Александрович (1858—?) — капитан 2-го ранга (1884); был женат (с 1883) на сестре В. А. Косоговского, Вере Андреевне (1858—1884).

  - Егор Егорович (Georg Robert; 25.03.1825, Ревель — 25.05.1855, Санкт-Петербург). В 1841 году окончил Морской кадетский корпус; служил на Балтийском флоте, плавал на фрегатах «Екатерина», «Аврора», «Отважность» и «Постоянство»; 18.09.1847 был переведён в Галицкий егерский полк в чине штабс-капитана.
  - Фома Егорович (Thomas Frederick; 06.07.1826, Ревель — 23.05.1893, Николаев). После окончания Морского корпуса служил на Балтийском флоте. В 1870 году был переведён на Черноморский флот с назначением командиром строившейся императорской паровой яхты «Ливадия». Затем был командиром императорской яхты «Штандарт». С 1882 года — контр-адмирал. В 1888 году вышел в отставку с производством в вице-адмиралы.
- Анна Романовна (Anna Catharina Crown; 04.02.1793—30.08.1833) — была замужем за надворным советником, доктором Иваном Прокофьевичем Баженовым (1791—1872). Их сыновья:
  - Баженов, Александр Иванович (1820—1897) — вице-адмирал (1886)
  - Баженов, Роман Иванович (1821—1896) — вице-адмирал (1885)
- Дмитрий Романович (Edmund Coutts; ?—?) — мичман (1819), затем штабс-капитан; был женат на Елене Мейер[1].

## Описание герба
Щит пересечен. В верхнем лазуревом поле изображен серебряный Андреевский адмиральский флаг и под ним крестообразно положены золотые рупор и подзорная труба. В нижнем серебряном поле изображено морское сражение.
На щите дворянский коронованный шлем. Нашлемник: шотландец, в его правой руке поднятый серебряный меч, а в левой — золотой щит с российским орлом. По сторонам шлема по флагу: правый — с синим крестом адмиральский, левый — с эмблемой Шотландии. Намёт на щите лазуревый, подложенный золотом и серебром. Герб Романа Крона внесен в Часть 16 Общего гербовника дворянских родов Всероссийской империи, стр. 37.